# Gaifar
Gaifar é uma povoação portuguesa do Município de Ponte de Lima que foi sede da extinta Freguesia de Gaifar, freguesia que tinha 3,01 km² de área e 266 habitantes (2011). A sua densidade populacional é de 88,4 hab/km².
A Freguesia de Gaifar foi extinta (agregada), pela última Reorganização administrativa do território das freguesias, de acordo com a Lei nº 11-A/2013 de 28 de Janeiro, tendo o seu território sido agregado ao das Freguesias de Sandiães e de Vilar das Almas para constituir a Freguesia de Vale do Neiva com sede em Gaifar.

## População
| População da freguesia de Gaifar | População da freguesia de Gaifar | População da freguesia de Gaifar | População da freguesia de Gaifar | População da freguesia de Gaifar | População da freguesia de Gaifar | População da freguesia de Gaifar | População da freguesia de Gaifar | População da freguesia de Gaifar | População da freguesia de Gaifar | População da freguesia de Gaifar | População da freguesia de Gaifar | População da freguesia de Gaifar | População da freguesia de Gaifar | População da freguesia de Gaifar |
| -------------------------------- | -------------------------------- | -------------------------------- | -------------------------------- | -------------------------------- | -------------------------------- | -------------------------------- | -------------------------------- | -------------------------------- | -------------------------------- | -------------------------------- | -------------------------------- | -------------------------------- | -------------------------------- | -------------------------------- |
| 1864                             | 1878                             | 1890                             | 1900                             | 1911                             | 1920                             | 1930                             | 1940                             | 1950                             | 1960                             | 1970                             | 1981                             | 1991                             | 2001                             | 2011                             |
| 305                              | 305                              | 292                              | 313                              | 316                              | 343                              | 354                              | 394                              | 430                              | 352                              | 335                              | 331                              | 313                              | 306                              | 266                              |

| Distribuição da População por Grupos Etários | Distribuição da População por Grupos Etários | Distribuição da População por Grupos Etários | Distribuição da População por Grupos Etários | Distribuição da População por Grupos Etários | Distribuição da População por Grupos Etários | Distribuição da População por Grupos Etários | Distribuição da População por Grupos Etários | Distribuição da População por Grupos Etários | Distribuição da População por Grupos Etários |
| -------------------------------------------- | -------------------------------------------- | -------------------------------------------- | -------------------------------------------- | -------------------------------------------- | -------------------------------------------- | -------------------------------------------- | -------------------------------------------- | -------------------------------------------- | -------------------------------------------- |
| Ano                                          | 0-14 Anos                                    | 15-24 Anos                                   | 25-64 Anos                                   | > 65 Anos                                    |                                              | 0-14 Anos                                    | 15-24 Anos                                   | 25-64 Anos                                   | > 65 Anos                                    |
| 2001                                         | 41                                           | 48                                           | 148                                          | 69                                           |                                              | 13,4%                                        | 15,7%                                        | 48,4%                                        | 22,5%                                        |
| 2011                                         | 37                                           | 20                                           | 134                                          | 75                                           |                                              | 13,9%                                        | 7,5%                                         | 50,4%                                        | 28,2%                                        |